# Michel Bertrand (écrivain)
Pour les articles homonymes, voir Michel Bertrand et Bertrand.
Michel Bertrand, né le 16 janvier 1944 à Carcassonne et mort le 2 août 2017 à Autun, est un écrivain et journaliste français, connu aussi sous le pseudonyme de Michel Angebert.

## Biographie
Officier-marinier de réserve, directeur de collection à Ouest-France et aux Éditions maritimes et d'outre-mer (en 1985), il est spécialiste de la guerre navale 1939-1945.
Il a également utilisé le pseudonyme de Jean-Michel Angebert avec Jean-Victor Angelini (qui a lui-même utilisé le pseudonyme de Jean Angebert). Ses principales publications portent sur l'occultisme, le saint Graal et la tradition primordiale.
Il a dirigé la revue Connaissance des religions (1987-1991, puis 1993-2000), et collaboré à Ouest-france, Le marin, Historia et Historama.

## Ouvrages
- Histoire secrète de la Provence, Paris, Albin Michel, « Histoire secrète des provinces françaises » 1978.
- Les Forces navales françaises libres, Paris, Argout, 1980.
- La Marine française au combat (1939-1945), Paris ; Limoges, Charles-Lavauzelle, 1982.
- Le Soleil des Cathares. Montségur citadelle du Graal, Paris, Atlas, 1982.
- Les guerres de la France au XXe siècle (10 vol) (en collaboration), Edition EDENA, PAris, 1982-1984
- Histoire secrète de Strasbourg, Paris, Albin Michel, « Histoire secrète des provinces françaises » 1984.
- La Marine Française 1939-1940, Editions du Portail, 1984.
- Commandos de la mer, Editions Maritimes et d'Outre Mer, Paris, 1985.
- La "Jeanne d'Arc", Editions Ouest France, Rennes, 1985.
- Suffren (1729-1788). De Saint-Tropez aux Indes, Paris, Perrin, 1991.
- Codreanu et la Garde de Fer : Histoire d'une tragédie (1920-1945), Akribeia, 2010[3].

### «Michel Angebert»
- Le Graal dans la tradition primordiale, conférence du 29 janvier 1973, Paris, Institut d'herméneutique, 1973.
- Contribution à Julius Evola, le visionnaire foudroyé, avec Robert de Herte, Vintila Horia, Pierre Pascal, et al., Paris, Éditions Copernic, 1977.
- avec Gautier Darcy, Histoire secrète de la Bourgogne, Paris, Albin Michel, « Histoire secrète des provinces françaises », 1978.
- Eros en chemise brune Tome 1 La face cachée du nazisme, Camion Noir, 2014.
- Eros en chemise brune Tome 2 Hitler prédateur, Camion Noir, 2014.

### «Jean-Michel Angebert»
- Hitler et la tradition cathare, Paris, Robert Laffont, « Les énigmes de l'univers », 1971; Camion Noir, 2008[4] ;
- Les Mystiques du soleil, Paris, Robert Laffont, « Les énigmes de l'univers », 1971.
- Le Livre de la tradition, Paris, Robert Laffont, « Les énigmes de l'univers », 1972.
- Les Cités Magiques, Paris, Albin Michel, 1974.